# Messei
 Messei  es una población y comuna francesa, situada en la región de Baja Normandía, departamento de Orne, en el distrito de Argentan. Es el chef-lieu y mayor población del cantón de Messei.

## Demografía
| 1047 | 1118 | 1505 | 2017 | 1964 | 1938 |
| Para los censos de 1962 a 1999 la población legal corresponde a la población sin duplicidades (Fuente: INSEE [Consultar]) |      |      |      |      |      |